# West Twin Park
West Twin Park är en park i Kanada.   Den ligger i provinsen British Columbia, i den centrala delen av landet, 3 300 km väster om huvudstaden Ottawa. West Twin Park ligger 1 505 meter över havet.
Terrängen runt West Twin Park är bergig åt nordost, men åt sydväst är den kuperad. Trakten runt West Twin Park är nära nog obefolkad, med mindre än två invånare per kvadratkilometer.. Det finns inga samhällen i närheten.
I omgivningarna runt West Twin Park växer i huvudsak barrskog.